# Cayetano Córdova Iturburu
Cayetano Córdova Iturburu (* 16. Februar 1899 in Buenos Aires; † 25. April 1977 ebenda) war ein  argentinischer Journalist, Kunstkritiker und Schriftsteller.

## Leben
Córdova studierte am Colegio Nacional von La La Plata und von Concepción del Uruguay und am Colegio Nacional Mariano Moreno in Buenos Aires. Er arbeitete zunächst als Journalist für die Zeitung La Razón und schrieb literarische Beiträge für die Revue Inicia. Später zählte er zu den Begründern und Mitarbeitern der Zeitschrift Martín Fierro (→ Grupo Boedo).
1934 wurde er Mitglied der Kommunistischen Partei, aus der er 1948 nach einer Auseinandersetzung über realistische und avantgardistische Literatur in der Sowjetunion mit Rodolfo Ghioldi ausgeschlossen wurde. Er war Vizepräsident, Sprecher und 1965 bis 1969 Präsident der Sociedad Argentina de Escritores (SADE), außerdem Mitglied der Internationalen Kunstkritikervereinigung (Paris), des PEN Club Internacional und der Academia Argentina Rubén Darío. 1971 wurde er in die Academia Nacional de Bellas Artes aufgenommen.
Als Lyriker debütierte er 1923 mit dem Band El árbol, el pájaro y el bosque, es folgten La danza de la luna (1926) und nach Veröffentlichungen in verschiedenen Zeitschriften 1945 El viento en la bandera. 1967 erschienen die Bände Dónde se habla de las cosas und Patria Argentina. Er verfasste kunstkritische Beiträge für die Zeitschriften Clarín, El Mundo und El Hogar und für das Radio Municipal de Buenos Aires.
1938 veröffentlichte Córdova die Reportage für den Spanischen Bürgerkrieg España bajo el comando del pueblo, 1941 Cuatro Perfiles. Weitere essayistische und kunstkritische Schriften waren Vida y doctrina de Sócrates, Diccionario de la actualidad mundial, Cómo ver un cuadro (1954) La pintura argentina del siglo XX (1958), Pintura Argentina en la colección Acquarone und La Revolución Martinfierrista (1962). Außerdem verfasste Cordova den Roman Soledad.
Córdovas Ehefrau Carmen de la Serna war die Schwester von Che Guevaras Mutter Celia de la Serna.